# Harry de Wit
Harry de Wit (23 juli 1952) is een Nederlands componist van experimentele muziek en ontwerper van elektroakoestische installaties.

## Werk als componist
Harry de Wit werkt veel samen met theatergroepen als Toneelgroep Amsterdam en het Nationale Toneel. De Wit componeerde ook veel muziek voor moderne dans (hij werkte samen met onder andere choreografen Hans van Manen, Beppie Blankert, Ed Wubbe, Laurie Booth, Lucinda Childs, Ted Brandsen en Pieter de Ruiter & Eva Villanueva) en schreef de opera Fausto naar een libretto van George Brugmans (première Salzburg, 1992, in regie van Jan Ritsema).
Tevens maakte De Wit filmmuziek voor diverse films waaronder Chopsticks van Ron Termaat, Reise ohne Ende en Schraapzucht van Annette Apon, Thuisfront van Ivo van Hove, Asshak, Tales From The Sahara van Ulrike Koch en Brownian Movement van Nanouk Leopold. Voor de laatste werd hij in 2011 genomineerd voor een Gouden Kalf. Hij werkte ook samen met onder andere Astrid Seriese. Voor zijn muziek voor de speelfilm Cobain van Nanouk Leopold won hij in 2018 een Gouden Kalf voor Beste muziek.
Het album Wantij is een soloalbum met stukken voor piano en prepared piano. In 1998 was hij met een bijdrage onderdeel van het Holland Festival. In 2004 componeerde hij muziek voor het toneelstuk Elementaire deeltjes, naar de gelijknamige roman van Michel Houellebecq. In 2005 won hij de Prosceniumprijs en in 2006 de Prijs van de Nederlandse Dansdagen Maastricht.

## Discografie
- April '79 (1979)
- For Harm (1979)
- Wantij (1983)
- One Bar for Nothing (1986)
- Song for the Pingeons (1994)
- Asshak, Tales From The Sahara (2005)